# Episodi de Il commissario Maigret
Questa pagina presenta la guida degli episodi della serie televisiva Maigret, una co-produzione franco-belga-elvetico-ceca, in 54 episodi, ognuno dei quali della durata di 90 minuti, tratti dall'opera di Georges Simenon. Andarono in onda in Francia tra il 1º dicembre 1991 al 23 dicembre 2005 su Antenne 2, poi divenuta France 2.

## Elenco degli episodi

### 1991
| nº  | Titolo originale            | Titolo italiano         | Prima TV Francia | Prima TV Italia |
| --- | --------------------------- | ----------------------- | ---------------- | --------------- |
| 1-1 | Maigret et la Grande Perche | Maigret e la spilungona | 1º dicembre 1991 |                 |

### 1992
| nº  | Titolo originale                   | Titolo italiano                   | Prima TV Francia  | Prima TV Italia |
| --- | ---------------------------------- | --------------------------------- | ----------------- | --------------- |
| 1-2 | Maigret chez les Flamands          | Maigret e la ragazza scomparsa    | 5 gennaio 1992    |                 |
| 2-3 | Maigret et la Maison du juge       | Maigret e la casa del giudice     | 15 marzo 1992     | 22 giugno 2008  |
| 3-4 | Maigret et les Plaisirs de la nuit | Maigret e i piaceri della notte   | 7 giugno 1992     |                 |
| 4-5 | Maigret et le Corps sans tête      | Maigret e il corpo senza testa    | 11 settembre 1992 |                 |
| 5-6 | Maigret et la Nuit du carrefour    | Maigret e il crocevia dei misteri | 27 novembre 1992  | 29 giugno 2008  |

### 1993
| nº   | Titolo originale                     | Titolo italiano                       | Prima TV Francia | Prima TV Italia |
| ---- | ------------------------------------ | ------------------------------------- | ---------------- | --------------- |
| 1-7  | Maigret et les Caves du Majestic     | Maigret ed i sotterranei del Majestic | 22 gennaio 1993  |                 |
| 2-8  | Maigret se défend                    | Maigret si difende                    | 7 maggio 1993    |                 |
| 3-9  | Maigret et les Témoins récalcitrants | Maigret e i testimoni reticenti       | 5 novembre 1993  | 10 agosto 2008  |
| 4-10 | Maigret et l'Homme du banc           | L'omicidio di un uomo qualunque       | 17 dicembre 1993 |                 |

### 1994
| nº   | Titolo originale             | Titolo italiano                | Prima TV Francia  | Prima TV Italia |
| ---- | ---------------------------- | ------------------------------ | ----------------- | --------------- |
| 1-11 | La Patience de Maigret       | Maigret e il ladro di gioielli | 15 aprile 1994    |                 |
| 2-12 | Maigret et le Fantôme        | Maigret e il mercante d'arte   | 11 settembre 1994 |                 |
| 3-13 | Maigret et l'Écluse numéro 1 | Maigret e la chiusa nº 1       | 21 ottobre 1994   |                 |
| 4-14 | Cécile est morte             | Cécile è morta                 | 28 ottobre 1994   |                 |
| 5-15 | Maigret se trompe            | Maigret si sbaglia             | 4 novembre 1994   |                 |
| 6-16 | Maigret et la Vieille Dame   | Maigret e la vecchia signora   | dicembre 1994     |                 |

### 1995
| nº   | Titolo originale                | Titolo italiano                 | Prima TV Francia | Prima TV Italia |
| ---- | ------------------------------- | ------------------------------- | ---------------- | --------------- |
| 1-17 | Maigret et la vente à la bougie | Maigret e la vendita all'asta   | 16 giugno 1995   |                 |
| 2-18 | Les Vacances de Maigret         | Maigret in vacanza              | 8 settembre 1995 |                 |
| 3-19 | L'Affaire Saint-Fiacre          | Maigret e l'affare Saint-Fiacre | 20 ottobre 1995  |                 |

### 1996
| nº   | Titolo originale      | Titolo italiano                 | Prima TV Francia  | Prima TV Italia |
| ---- | --------------------- | ------------------------------- | ----------------- | --------------- |
| 1-20 | Le Port des brumes    | Il porto delle nebbie           | 2 gennaio 1996    |                 |
| 2-21 | La Tête d'un homme    | Maigret e il condannato a morte | 23 febbraio 1996  |                 |
| 3-22 | Maigret en Finlande   | Maigret in Finlandia            | 27 settembre 1996 |                 |
| 4-23 | Maigret tend un piège | Maigret tende una trappola      | 11 ottobre 1996   |                 |
| 5-24 | Maigret a peur        | Maigret ha paura                | 1º novembre 1996  |                 |

### 1997
| nº   | Titolo originale             | Titolo italiano                     | Prima TV Francia | Prima TV Italia |
| ---- | ---------------------------- | ----------------------------------- | ---------------- | --------------- |
| 1-25 | Maigret et l'Enfant de chœur | Maigret e il chierichetto           | 3 ottobre 1997   |                 |
| 2-26 | Le Liberty Bar               | Maigret al Liberty Bar              | 17 ottobre 1997  |                 |
| 3-27 | L'Improbable Monsieur Owen   | Maigret e il misterioso Signor Owen | 12 dicembre 1997 |                 |

### 1998
| nº   | Titolo originale     | Titolo italiano                   | Prima TV Francia | Prima TV Italia |
| ---- | -------------------- | --------------------------------- | ---------------- | --------------- |
| 1-28 | L'inspecteur Cadavre | Maigret e la ragazza di provincia | 9 gennaio 1998   |                 |

### 1999
| nº   | Titolo originale                                                            | Titolo italiano                    | Prima TV Francia | Prima TV Italia |
| ---- | --------------------------------------------------------------------------- | ---------------------------------- | ---------------- | --------------- |
| 1-29 | Madame Quatre et ses enfants                                                | Maigret e la moglie del farmacista | 15 gennaio 1999  |                 |
| 2-30 | Meurtre dans un jardin potager (tratto dalla novella "Le deuil de Fonsine") | Maigret e le due sorelle           | 5 febbraio 1999  |                 |
| 3-31 | Meurtre de première classe                                                  | C'è un morto in prima classe       | 26 novembre 1999 |                 |

### 2000
| nº   | Titolo originale        | Titolo italiano                    | Prima TV Francia | Prima TV Italia |
| ---- | ----------------------- | ---------------------------------- | ---------------- | --------------- |
| 1-32 | Maigret voit double     | Maigret e l'uomo dalla doppia vita | 3 marzo 2000     |                 |
| 2-33 | Maigret chez les riches | Maigret e le lettere anonime       | 26 maggio 2000   | 7 luglio 2007   |

### 2001
| nº   | Titolo originale                    | Titolo italiano                    | Prima TV Francia | Prima TV Italia |
| ---- | ----------------------------------- | ---------------------------------- | ---------------- | --------------- |
| 1-34 | Maigret et la Croqueuse de diamants | Maigret e l'arrampicatrice sociale | 16 febbraio 2001 | 28 luglio 2007  |
| 2-35 | Mon ami Maigret                     | Maigret e il falso amico           | 25 maggio 2001   | 3 agosto 2008   |
| 3-36 | Maigret et la Fenêtre ouverte       | Maigret e la finestra aperta       | 22 giugno 2001   |                 |

### 2002
| nº   | Titolo originale              | Titolo italiano                       | Prima TV Francia | Prima TV Italia |
| ---- | ----------------------------- | ------------------------------------- | ---------------- | --------------- |
| 1-37 | Maigret et le Marchand de vin | Maigret e il mercante di vini         | 18 gennaio 2002  | 15 giugno 2008  |
| 2-38 | Maigret chez le ministre      | Maigret e il dossier scomparso        | 1º febbraio 2002 | 18 agosto 2007  |
| 3-39 | Le Fou de Sainte-Clothilde    | Maigret e il pazzo di Sainte Clotilde | 10 maggio 2002   | 1º giugno 2008  |
| 4-40 | La Maison de Félicie          | Maigret e Félicie                     | 3 giugno 2002    |                 |
| 5-41 | Maigret à l'école             | Maigret ha un dubbio                  | 11 novembre 2002 | 27 luglio 2008  |

### 2003
| nº   | Titolo originale           | Titolo italiano                 | Prima TV Francia  | Prima TV Italia |
| ---- | -------------------------- | ------------------------------- | ----------------- | --------------- |
| 1-42 | Maigret et la Princesse    | Maigret e la Principessa        | 21 febbraio 2003  |                 |
| 2-43 | Un échec de Maigret        | Maigret e il compagno di scuola | 31 marzo 2003     | 24 agosto 2008  |
| 3-44 | Signé Picpus               | Maigret e l'affare Picpus       | 30 giugno 2003    | 21 luglio 2007  |
| 4-45 | L'Ami d'enfance de Maigret | Maigret e l'amico d'infanzia    | 29 settembre 2003 | 13 luglio 2008  |

### 2004
| nº   | Titolo originale              | Titolo italiano           | Prima TV Francia | Prima TV Italia  |
| ---- | ----------------------------- | ------------------------- | ---------------- | ---------------- |
| 1-46 | Les Scrupules de Maigret      | Veleno in famiglia        | 11 febbraio 2004 | 21 febbraio 2009 |
| 2-47 | Les Petits Cochons sans queue | Indagine non autorizzata  | 29 marzo 2004    |                  |
| 3-48 | Maigret et le Clochard        | Maigret e il vagabondo    | 3 maggio 2004    |                  |
| 4-49 | Maigret et l'Ombre chinoise   | Maigret e l'ombra cinese  | febbraio 2004    | 26 luglio 2009   |
| 5-50 | Maigret chez le docteur       | Maigret e il dottore      | 18 marzo 2004    | 5 luglio 2009    |
| 6-51 | Maigret en meublé             | Maigret e l'affittacamere | 2 settembre 2004 | 21 giugno 2009   |

### 2005
| nº   | Titolo originale                      | Titolo italiano                | Prima TV Francia | Prima TV Italia |
| ---- | ------------------------------------- | ------------------------------ | ---------------- | --------------- |
| 1-52 | Maigret et la Demoiselle de compagnie | Maigret e la dama di compagnia | 17 gennaio 2005  | 12 luglio 2009  |
| 2-53 | Maigret et les Sept Petites Croix     | Maigret: Omicidio a Ferragosto | 6 maggio 2005    | 28 giugno 2009  |
| 3-54 | Maigret et l'Étoile du Nord           | Delitto in Hotel               | 23 dicembre 2005 | 19 luglio 2009  |